# Beba Flechelle
María Antonieta Flechelle Reppo, detta Beba (Lima, 13 giugno 1937), è un'ex cestista ed ex pallavolista peruviana.

## Carriera

### Pallacanestro
Con il Perù ha preso parte ai Campionati mondiali del 1957.